# Salix rorida
Espèce
Classification phylogénétique
Salix rorida est une espèce de plantes à fleurs de la famille des Salicaceae. C'est un saule originaire de l'est de l'Asie.

## Description
Salix rorida est un arbuste ou un petit arbre pouvant atteindre 10 à 15 mètres de haut.

## Répartition et habitat
Il est originaire du Japon, du nord de la Chine (Hebei, Heilongjiang, Jilin, Liaoning, Mongolie Intérieure), de Corée et de l'extrême est de la Russie.
L'espèce se rencontre à une altitude comprise entre 300 et 600 m.